# أنبي
أنبي هي قرية في مقاطعة أرومية، إيران. عدد سكان هذه القرية هو 1,066 في سنة 2006.